# Beerdam
De Beerdam is een dam die bij de aanleg in de jaren 70 van de 20e eeuw het zoute water in de Mississippihaven scheidde van het zoete water in het Hartelkanaal. De dam is geen onderdeel van het Deltaplan maar maakte deel uit van de uitbreiding van het Rotterdamse havengebied met Europoort. Hij bood wel bescherming tegen overstromingen.
In de loop der jaren werden de nadelen van de dam merkbaar. Voor de havenactiviteiten bracht de scheiding tussen de zeevaart en de binnenvaart veel vertraging met zich mee. Het was dus aantrekkelijk het Hartelkanaal een directe verbinding met de zee te geven. Dat kon pas nadat de bescherming tegen overstromingen die de Beerdam bood door een ander kunstwerk was overgenomen. Dit kunstwerk is de in 1997 gereedgekomen Hartelkering die bij stormvloed tegelijkertijd met de Maeslantkering sluit en zo het achterliggende gebied beschermt.
In 1997 is de Beerdam over 400 meter weggebaggerd en ontstond het Beergat. Als gevolg hiervan is het water in het Hartelkanaal brak geworden en is het voor binnenschepen mogelijk om zonder grote belemmeringen tot aan de overslagplaatsen te varen, waarbij in sommige gevallen de lading rechtstreeks van of naar een zeeschip kan worden overgeladen.
De dam is genoemd naar het vroegere vogeleiland De Beer ter plaatse dat geheel verloren ging bij de aanleg van Europoort. 